# 河東郡 (韓國)
河東郡（：／ Hadong gun */?）是韓國慶尚南道西南部的一個郡。西鄰全羅南北道，其中西南界為蟾津江水面。南臨海。面積675.53平方公里，2003年人口58,010人。下分1邑12面。

## 行政區劃

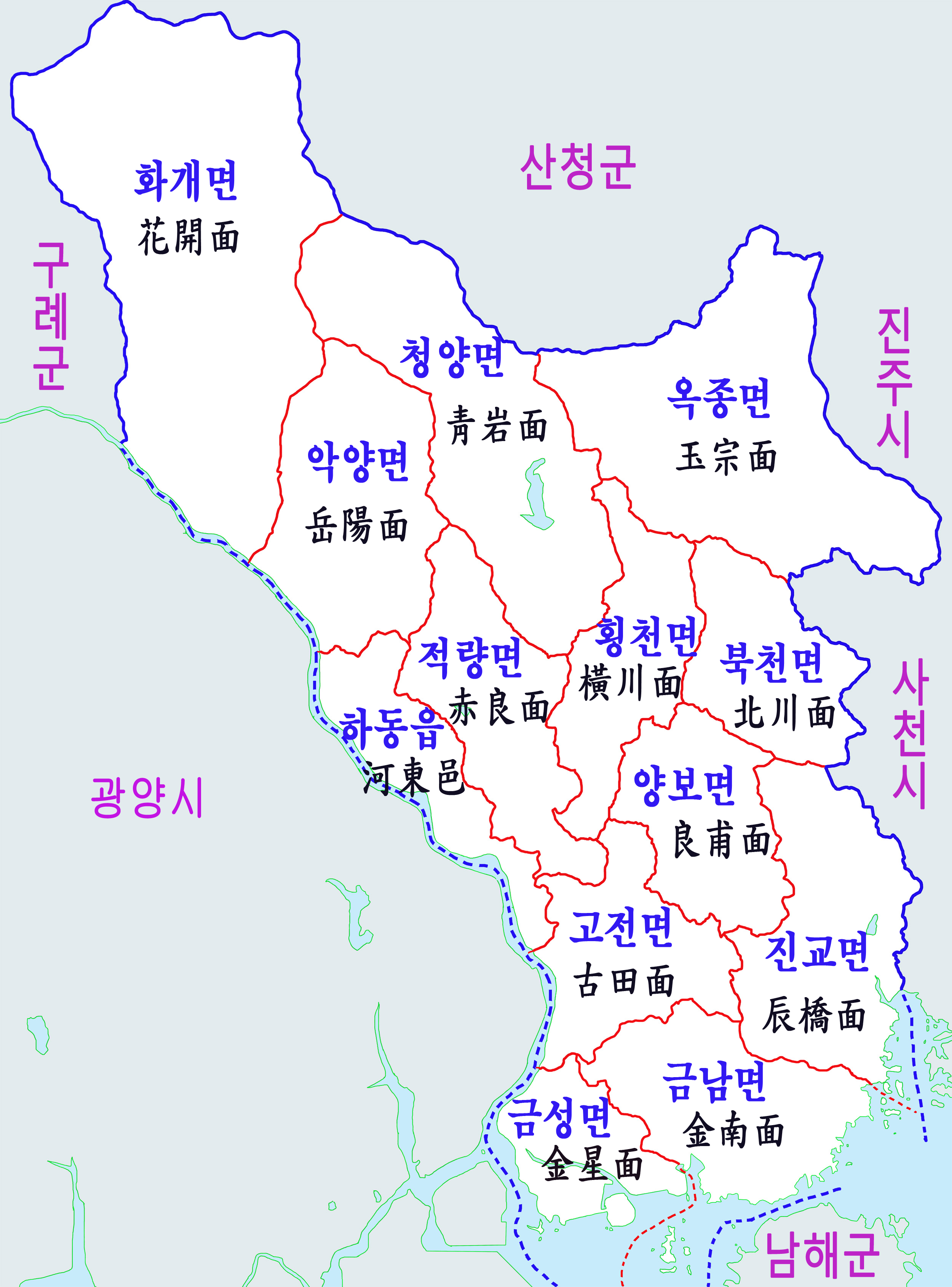
行政區劃圖

- 河東邑（하동읍）
- 花開面（화개면）
- 岳陽面（악양면）
- 赤良面（적량면）
- 橫川面（횡천면）
- 古田面（고전면）
- 金南面（朝鲜语：금남면 (하동군)）（금남면）
- 辰橋面（진교면）
- 良甫面（양보면）
- 北川面（북천면）
- 青岩面（청암면）
- 玉宗面（옥종면）
- 金星面（朝鲜语：금성면 (하동군)）（금성면）

## 文化

### 飲食
綠茶、大鳳柑、玉宗草莓、玉宗梅、蟾津江河蜆、河蟹

### 祝祭
河東野生茶文化祝祭

## 觀光
- 閑麗海上國立公園
- 智異山國立公園
- 雙磎寺（朝鲜语：쌍계사）
- 花開集市[3]
- 青鶴洞道人村
- 崔參判宅
- 三聖宮
- 金熬山

## 交通

### 公路
除貫通河東郡的南海高速公路外，尚有國道2道、國道19號及國道59號

### 鐵路
經慶全線
- 河東站
- 良甫站
- 橫川站
- 北川站

## 姊妹城市

### 國際
- 中国 山東省 章丘區 (2005年12月4日)
- 中国 四川省 雅安市 (2005年12月7日)
- 中国 湖南省 張家界市 (2005年12月11日)
- 美国 加利福尼亞州 阿德蘭托市 (2018年3月22日)
- 美国 華盛頓州 雅基馬 (2018年9月22日)

### 韓國國內
- 京畿道 安養市 (1996年4月26日)
- 全羅南道 光陽市 (1998年9月21日)
- 慶尚南道 巨濟市 (1999年11月16日)
- 首爾特別市 城東區 (2007年3月30日)
- 釜山廣域市 海雲臺區 (2007年6月28日)
- 首爾特別市 松坡區 (2015年5月22日)
- 釜山廣域市 東區 (2016年5月10日)

## 外部連結
- 河東郡廳 （页面存档备份，存于）（英文）（日語）（中文）